# 400 meter häck för herrar i friidrott vid olympiska sommarspelen 1980
400 meter häck för herrar vid olympiska sommarspelen 1980 i Moskva avgjordes 24-28 juli. 

## Medaljörer
| Gren           | Guld                      | Guld  | Silver                             | Silver | Brons                       | Brons |
| 400 meter häck | Volker Beck · Östtyskland | 48,70 | Vasilij Archipenko · Sovjetunionen | 48,86  | Gary Oakes · Storbritannien | 49,11 |

## Resultat
- Q innebär avancemang utifrån placering i heatet.
- q innebär avancemang utifrån total placering.
- DNS innebär att personen inte startade.
- DNF innebär att personen inte fullföljde.
- DQ innebär diskvalificering.
- NR innebär nationellt rekord.
- OR innebär olympiskt rekord.
- WR innebär världsrekord.
- WJR innebär världsrekord för juniorer
- AR innebär världsdelsrekord (area record)
- PB innebär personligt rekord.
- SB innebär säsongsbästa.

### Final
| Placering | Final                    | Tid   |
| --------- | ------------------------ | ----- |
|           | Volker Beck (GDR)        | 48,70 |
|           | Vasilij Archipenko (URS) | 48,86 |
|           | Gary Oakes (GBR)         | 49,11 |
| 4.        | Nikolaj Vasiljev (URS)   | 49,34 |
| 5.        | Rok Kopitar (YUG)        | 49,67 |
| 6.        | Horia Toboc (ROU)        | 49,84 |
| 7.        | Franz Meier (SUI)        | 50,00 |
| 8.        | Yanko Bratanov (BUL)     | 56,35 |

### Semifinaler
- Hölls lördagen 1980-07-25

| Placering | Heat 1                      | Tid   |
| --------- | --------------------------- | ----- |
| 1.        | Volker Beck (GDR)           | 50,36 |
| 2.        | Rok Kopitar (YUG)           | 50.55 |
| 3.        | Horia Toboc (ROU)           | 50.58 |
| 4.        | Harry Schulting (NED)       | 50.61 |
| 5.        | Aleksandr Charlov (URS)     | 50.64 |
| 6.        | József Szalai (HUN)         | 51.06 |
| 7.        | Antonio Dias Ferreira (BRA) | 52.31 |
| —         | Christer Gullstrand (SWE)   | DNS   |

| Placering | Heat 2                   | Tid   |
| --------- | ------------------------ | ----- |
| 1.        | Vasilij Archipenko (URS) | 49,80 |
| 2.        | Nikolaj Vasiljev (URS)   | 49.87 |
| 3.        | Gary Oakes (GBR)         | 50.07 |
| 4.        | Franz Meier (SUI)        | 50.12 |
| 5.        | Yanko Bratanov (BUL)     | 50.17 |
| 6.        | Ryszard Szparak (POL)    | 50.41 |
| 7.        | John Akii-Bua (UGA)      | 51.10 |
| 8.        | Juan Lloveras (ESP)      | 51.86 |

### Försöksheat
- Hölls torsdagen 1980-07-24

| Placering | Heat 1                      | Tid   |
| --------- | --------------------------- | ----- |
| 1.        | Nikolaj Vasiljev (URS)      | 50,09 |
| 2.        | Antonio Dias Ferreira (BRA) | 50.14 |
| 3.        | Volker Beck (GDR)           | 50.35 |
| 4.        | Ryszard Szparak (POL)       | 50.45 |
| 5.        | John Akii-Bua (UGA)         | 50.87 |
| 6.        | Horia Toboc (ROU)           | 50.89 |
| 7.        | Davison Lishebo (ZAM)       | 51.73 |

| Placering | Heat 2                    | Tid   |
| --------- | ------------------------- | ----- |
| 1.        | Vasilij Archipenko (URS)  | 50,22 |
| 2.        | Franz Meier (SUI)         | 50.32 |
| 3.        | Rok Kopitar (YUG)         | 50.34 |
| 4.        | Juan Lloveras (ESP)       | 50.48 |
| 5.        | Yanko Bratanov (BUL)      | 50.56 |
| 6.        | Christer Gullstrand (SWE) | 50.95 |
| 7.        | Amer Maaraoui (SYR)       | 53.26 |
| 8.        | Abdultif Hashem (KUW)     | 53.31 |

| Placering | Heat 3                  | Tid   |
| --------- | ----------------------- | ----- |
| 1.        | Harry Schulting (NED)   | 50,01 |
| 2.        | József Szalai (HUN)     | 50.23 |
| 3.        | Gary Oakes (GBR)        | 50.39 |
| 4.        | Aleksandr Charlov (URS) | 50.79 |
| 5.        | José Casabona (ESP)     | 51.26 |
| —         | Wilfred Kareng (BOT)    | DNF   |
| —         | Leonel Teller (NCA)     | DNF   |
| —         | Ali Hassan Kadhum (IRQ) | DNS   |